# Akodon juninensis
Akodon juninensis és una espècie de mamífer rosegador de la família dels cricètids. És endèmic dels Andes del centre del Perú, on viu a altituds superiors a 2.700 msnm. El seu hàbitat natural són els herbassars de Puna. És una espècie en risc mínim, és a dir, no sembla que hi hagi cap amenaça significativa per a la seva supervivència. El seu nom específic, juninensis, significa ‘de Junín’ en llatí.